# 稚竹幼稚園
稚竹幼稚園（わかたけようちえん）とは、日本の東京都板橋区にある私立幼稚園である。

## 所在地・交通
東京都板橋区蓮根二丁目9番23号

## 沿革
- 1955年9月 - 開園
- 2010年4月 - 学校法人蒲公英学園として、公益法人化の認可を受ける。

## 教育目標
健康教育
- 子どもの成長と発達を保障する健康教育
- ヒトから人間へ、発達の道筋にそった指導

心の教育
- 思いやりの心、感謝の心、礼儀正しさ
- 人に迷惑をかけない、我慢する心

経験重視の教育
- 軽井沢宿泊保育による自主性協調性の育成と楽しい思い出づくり